# Дергачи
Дергачи (укр. Дергачі) је градић у Украјини, у Харковској области. Према процени из 2023. у граду је живело 16.000 становника.

## Становништво
Према процени, у граду је 2012. живело 18.162 становника.
| 1979.  | 1989.  | 2001.  | 2012.  |
| ------ | ------ | ------ | ------ |
| 22.536 | 22.915 | 20.258 | 18.162 |